# Ahouerhopiheim
Ahouerhopiheim (Ahouerhopihein, kod Hodgea; Abonerhopiheim, Ahonerhopiheim), ime kojim bi se moglo označiti dva indijanska plemena i sela na području Teksasa, sjeverno od zaljeva Matagorda. Naziv je evidentno tiskarska pogreška nastala spajanjem prvog i posljednjeg dijela imena plemena koja spominje Henri Joutel (1687), što se može vidjeti na Joutelovom popisu (u Margry, Dec., in, 288, 289, 1878). Ove nazive dobio je od jedng Ebahamo Indijanca, plemena kojemu su vjerojatno bili srodni. 

## Vanjske poveznice
- Ahouerhopiheim Indians
- A- Texas Indian Villages, Towns and Settlements